# Malvezie
Malvezie település Franciaországban, Haute-Garonne megyében. Lakosainak száma 111 fő (2022. január 1.). Malvezie Arbon, Cazaunous, Génos, Izaut-de-l’Hôtel, Payssous, Saint-Pé-d’Ardet és Sauveterre-de-Comminges községekkel határos.

## Népesség
A település népességének változása:
| Lakosok száma | 116  | 113  | 112  | 118  | 125  | 123  | 115  | 112  | 108  | 111  |
|               | 1968 | 1982 | 1999 | 2006 | 2011 | 2015 | 2017 | 2018 | 2020 | 2022 |